# Ujście (gmina)
Pour les articles homonymes, voir Ujście (homonymie).
Ujście est une gmina mixte du powiat de Piła, Grande-Pologne, dans le centre-ouest de la Pologne. Son siège est la ville d'Ujście, qui se situe environ 10 km au sud de Piła et 75 km au nord de la capitale régionale Poznań.
La gmina couvre une superficie de 125,98 km2 pour une population de 8 009 habitants.

## Géographie

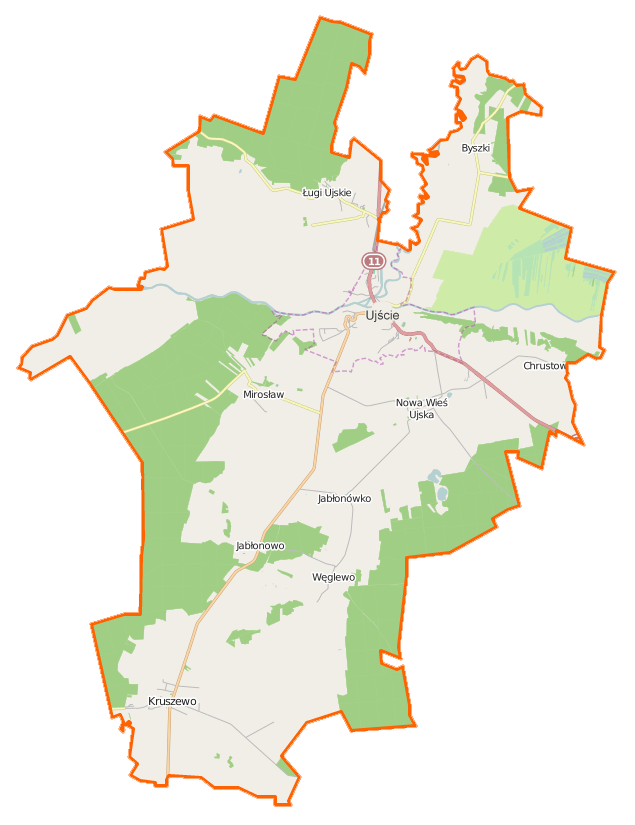
Plan de la gmina.

Outre la ville de Ujście, la gmina inclut les villages de:
- Byszki
- Chrustowo
- Jabłonowo
- Kruszewo
- Ługi Ujskie
- Mirosław
- Nowa Wieś Ujska
- Węglewo

### Gminy voisines
La gmina de Ujście est bordée des gminy de:
- Chodzież
- Czarnków
- Kaczory
- Piła
- Trzcianka

## Structure du terrain
D'après les données de 2002, la superficie de la commune de Ujście est de 125,98 km², répartis comme tel :
- terres agricoles : 62 %
- forêts : 29 %

La commune représente 9,94 % de la superficie du powiat.

## Démographie
Données du 30 juin 2004 :
| description        | Total  | Total | Femmes | Femmes | Hommes | Hommes |
| ------------------ | ------ | ----- | ------ | ------ | ------ | ------ |
| Unité              | Nombre | %     | Nombre | %      | Nombre | %      |
| population         | 7 969  | 100   | 4 000  | 50,2   | 3 969  | 49,8   |
| Densité (hab./km²) | 63,3   | 63,3  | 31,8   | 31,8   | 31,5   | 31,5   |